# Wainia elizabethae
Wainia elizabethae är en biart som först beskrevs av Heinrich Friese 1909.  Wainia elizabethae ingår i släktet Wainia och familjen buksamlarbin. Inga underarter finns listade i Catalogue of Life.